# Pisky (rejon łubieński)
Pisky (ukr. Піски) – wieś na Ukrainie, w obwodzie połtawskim, w rejonie łubieńskim, w hromadzie Łubny. W 2023 liczyła 467 mieszkańców.

## Urodzeni
- Augustyn (Gulanicki) - biskup prawosławny.